# Зайцев Борис Петрович (співак)
Зайцев Борис Петрович (1 серпня 1925, Красноярський край — 25 лютого 2000, Одеса) — радянський оперний співак (баритон).

## З життєпису
Народився 1 серпня 1925 року в селі Зайцеве Удерайського району (в теперішній час — Мотигінський район Красноярського краю). Там навчався в школі та вперше відчув потяг до пісні та музики. У шістнадцять років добровольцем пішов на фронт. З боями прокрокував від Москви до Кенігсберга. Був розвідником і зв'язківцем.
У кінці війни був важко поранений: підірвався на міні, втратив ногу і зір.
Після більш ніж річного лікування в госпіталях, узявся за освіту. Спочатку закінчив Красноярське музичне училище по класу баяна. У 1953 році вступив до Одеської консерваторії, яку закінчив у 1958 році. З цього часу почалось його життя професійного співака.
Понад 40 років Б. П. Зайцев гастролював по різних містах від Калінінграда до Владивостока, від Одеси до Мурманська, кілька разів виступав з концертами на Байкало-Амурської магістралі. У числі перших він двічі побував в районах ліквідації наслідків катастрофи на Чорнобильській АЕС, де дав понад 50 концертів для ліквідаторів. У 1987 році в складі групи артистів Одеської філармонії виїжджав з концертами в Афганістан. Безліч концертів дав Зайцев в Будинках офіцерів і солдатських клубах.
Багато років Борис Петрович Зайцев працював в Одеській філармонії. За цей час він підготував близько 30 сольних програм, що включали різноманітні за характером твори російських і українських композиторів, авторів інших країн, пісні про Велику Вітчизняну війну, класичні твори, народні пісні. З великим успіхом виконував романси.
Помер 25 лютого 2000 року, похований на Другому християнському кладовищі у м. Одесі.

## Нагороди
- Герой Соціалістичної Праці (8.05.1991) — за видатні успіхи у розвитку радянського музикального мистецтва і плідну громадську діяльність.
- орден Леніна